# Lasiurus borealis
Lasiurus borealis — вид рукокрилих, родини Лиликові.

## Поширення, поведінка
Країни проживання: Бермуди, Канада, Мексика, США. Ці кажани є мігруючими, що прибувають в північний клімат в середині квітня і залишають в кінці жовтня. Вони, як правило, вибирають місця проживання, які є рідко і помірно населені людьми і рідко зустрічаються в сильно урбанізованих районах. Вони захоплюють комах під час польоту, як і багато інших комахоїдних кажанів.